# Bregje Heinen
Bregje Heinen (Borculo, 5 marzo 1993) è una supermodella olandese.

## Biografia
Scoperta nel 2008, Bregje ha lavorato per Replay, Topshop, Karen Millen, Sisley, DKNY, RoccoBarocco, Stradivarius. Ha sfilato per Donna Karan, Just Cavalli, Prada, Fendi, Balenciaga, Karl Lagerfeld, Céline, Emilio Pucci, Gabriele Colangelo, Jo No Fui, Kenzo, Lanvin, Missoni, Miu Miu, Chloé, Sophia Kokosalaki, Stella McCartney, Alberta Ferretti, Diesel Black Gold, Dolce & Gabbana, Isaac Mizrahi, Louis Vuitton, Marc Jacobs, Prabal Gurung, Versace, Blumarine, Frankie Morello, G-Star Raw, Iceberg, Monique Lhuiller, Oscar de la Renta, Rodarte, Jeremy Scott, Kevork Kiledjian, Victoria Beckham, Charlotte Ronson.
Apparsa sulle copertine di Elle, Vogue, Flair, Telva, Tank, Styleby. Partecipa al Victoria's Secret Fashion Show nel 2011, 2012 e 2014. Nel 2012 è la protagonista, al fianco del cantante Adam Levine, del video musicale del brano dei Maroon 5, Payphone.

## Filmografia
- The Assistant, regia di Kitty Green (2019)